# Cuidado con lo que deseas (película española)
Cuidado con lo que deseas es una película española de 2021 dirigida por Fernando Colomo, ambientada en la Navidad, protagonizada por Dani Rovira, Cecilia Suárez y José Sacristán.

## Sinopsis
Miguel (Dani Rovira) y Tamara (Cecilia Suárez) deciden pasar las navidades, con sus hijos pequeños, en una cabaña en la montaña. El abuelo Benigno (José Sacristán), dotado de poderes mágicos, finalmente no les puede acompañar, pero los niños le roban su bola mágica que concede deseos a quienes la poseen. Con sus deseos y la ayuda de la bola, los niños sin querer dan vida a unos muñecos de nieve, sembrando el caos en lo que iban a ser unas apacibles vacaciones familiares.

## Reparto
- Dani Rovira como Miguel
- Cecilia Suárez como Tamara
- José Sacristán como Benigno
- Patricia Franch como Luna
- Eros Herrero como Oliver
- Vicente Romero como Joaquín
- Fernando Esteso como Necesario
- Willy Montesinos como Críspulo
- Sonsoles Benedicto como Angustias
- Rappel como Rappel
- Ohiana Bikuña como José Luis
- Sofía Godínez como Tutú